# Westend Gate
Das Westend Gate ist ein Büro- und Hotelhochhaus im Westend von Frankfurt am Main. Es liegt an der Hamburger Allee 2–4, gegenüber dem Haupteingang der Frankfurter Messe. Das 159 Meter hohe Gebäude wurde 1976 errichtet und zählt 47 Stockwerke. Die leitenden Architekten waren Siegfried Hoyer und Richard Heil. Die Nutzfläche des Hauses beträgt 55.400 Quadratmeter.
Nach seiner Eröffnung war es für kurze Zeit das höchste Hochhaus Deutschlands und gleichzeitig der erste Wolkenkratzer im Land. Es besteht aus einem Bürotrakt, der als Plaza Büro Center vermarktet wurde, und einem Hoteltrakt, der einst als Plaza Hotel geführt wurde. Die Hotelgruppe Marriott zog 1989 in das Gebäude ein und belegt heute neben dem Empfang im Erdgeschoss und dem Ballsaal im ersten Stock die Konferenzetage im fünften Stock und die Stockwerke 26 bis 44.
In den 1990er Jahren wurde der Eingangsbereich postmodern mit einer großen historisierenden Glaskuppel und weiteren Anbauten versehen. Zwischen Oktober 2008 und März 2009 wurde das Gebäude umfassend saniert, unter anderem wurden auch die Anbauten entfernt. Unter dem neuen Namen Westend Gate stehen die Büroräume seit dem zweiten Quartal 2009 wieder zur Verfügung.
Im November 2008 standen fast ein Drittel der Gesamtfläche beziehungsweise knapp 46 Prozent der Bürofläche (rund 17.500 Quadratmeter) leer. Das Gebäude gehörte von 1988 bis Februar 2012 der DEGI, einem offenen Immobilienfonds. Von 1998 bis 2007 war die DEGI eine Dresdner-Bank-Tochter, heute gehört sie zur schwedischen Aberdeen Property Investors Holding aus Stockholm, diese wiederum zur britischen Aberdeen Asset Management.
Im März 2012 erwarben die RFR Holding und der Co-Investor Stenham Property das Westend Gate.
Seit September 2016 belegt das auf Dauergäste spezialisierte Aparthotel Adagio Frankfurt City Messe mit 172 Apartments die Etagen 4 bis 10 des Hauses.

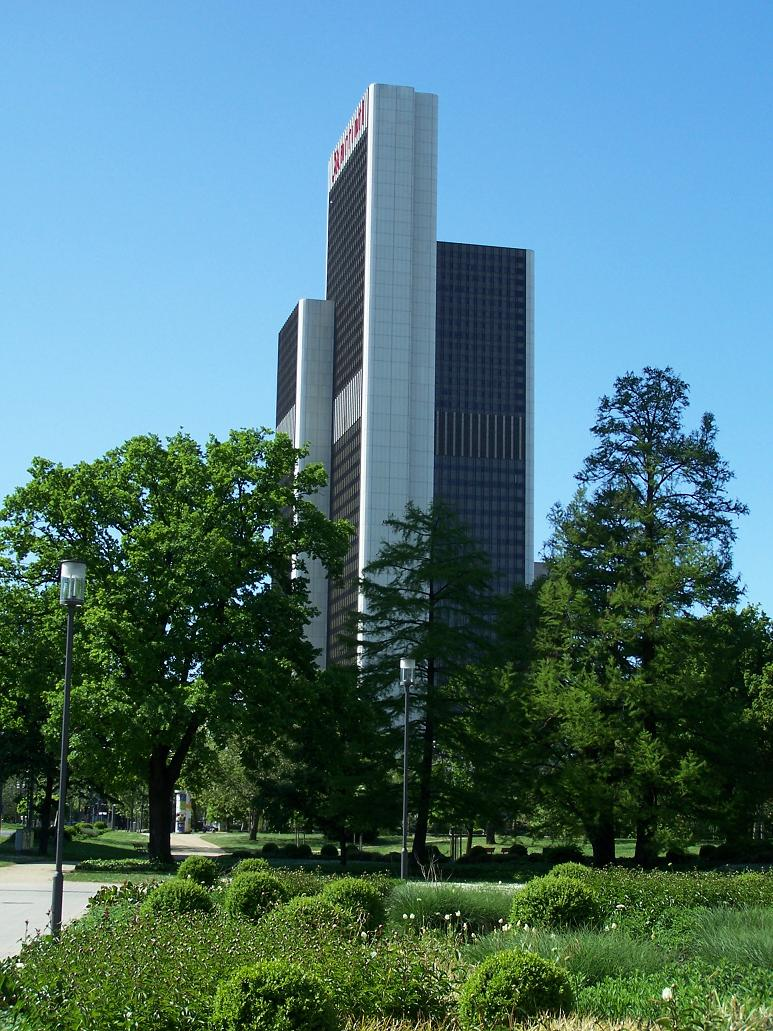
Ansicht von der Friedrich-Ebert-Anlage